# Władysław Pająk
Władysław Pająk (ur. 25 maja 1900 w Przedmieściu koło Sędziszowa, zm. 7 lipca 1949 w Częstochowie) – ksiądz katolicki, doktor teologii, propagator Akcji Katolickiej, duszpasterz hutników w robotniczej dzielnicy Raków, dyrektor Związku „Caritas” Diecezji Częstochowskiej.
Od września 1912 roku do maja 1919 roku uczył się w gimnazjum przy Kolegium Męskim Księży Saletynów w Dębowcu koło Jasła. Po maturze, którą zdał w maju 1919 roku, ukończeniu studiów przygotowawczych oraz nowicjatu Księży Saletynów, rozpoczął studia na Uniwersytecie Katolickim w szwajcarskim Fryburgu. Tutaj ukończył filozofię (1920–1923). Następnie rozpoczął studia teologiczne, które ukończył w kolegium dominikańskim Le Saulchoir w Tournai w Belgii.
19 grudnia 1925 roku w Tournai został wyświęcony na kapłana przez bpa Gastone'a Antonio Rasneura ordynariusza diecezji Tournai (Doornik) w Belgii. W 1926 uzyskał stopień doktora Świętej Teologii w kolegium dominikańskim w Tournai.
Po święceniach kapłańskich pracował w Kolegium Księży Saletynów w Dębowcu koło Jasła. W październiku 1929 został wysłany do Belgii, by na prośbę Prymasa Polski kard. Augusta Hlonda podjąć pracę wśród polskich emigrantów. 5 listopada 1929 został kapelanem Polskiej Misji Katolickiej w Hautrage–Etat, na okręg Mons.
W 1934 powrócił do Polski i został skierowany przez bpa Teodora Kubinę na wikarego w parafii Brzeźnica koło Radomska. Oficjalnie do diecezji częstochowskiej został inkardynowany 2 lutego 1934. W tym samym czasie, 9 lutego 1934, uzyskał też indult sekularyzacji i formalne zwolnienie z zakonu Księży Saletynów.
Następnie pracował w Będzinie, gdzie był m.in. prefektem w Szkole Podstawowej nr 6 oraz proboszczem parafii św. Barbary. 16 grudnia 1938 został mianowany asystentem kościelnym Akcji Katolickiej na okręg będziński, a w sierpniu 1939 bp Kubina powierzył mu stanowisko Sekretarza Generalnego Diecezjalnego Instytutu Akcji Katolickiej.
Po wybuchu II wojny światowej, 9 listopada 1939 ks. Pająk został mianowany administratorem parafii św. Mikołaja w Truskolasach, gdzie pracował przez cały okres okupacji. Po wyzwoleniu tych terenów spod okupacji hitlerowskiej, 15 lutego 1945 został proboszczem parafii pw. św. Józefa Rzemieślnika w Częstochowie-Rakowie.
Oprócz pracy duszpasterskiej na parafii ks. Władysław Pająk pełnił też inne funkcje w diecezji częstochowskiej. W sierpniu 1945 został dyrektorem Związku „Caritas” Diecezji Częstochowskiej. Od 18 stycznia 1946 został delegowany przez Kurię Diecezjalną do Miejskiej Rady Narodowej w Częstochowie jako „przedstawiciel duchowieństwa katolickiego".
Uroczystościom pogrzebowym ks. Pająka przewodniczył bp Teodor Kubina. Pogrzeb odbył się na cmentarzu na Rakowie i był wielką manifestacją przywiązania parafian.